# Comtat de Lauffen
Els comtat de Lauffen fou una jurisdicció feudal del Sacre Imperi Romanogermànic, regit per comtes d'origen franc de la família dels Poppònides que van agafar el nom de la seu principal Lauffen am Neckar avui dia a la vora de Heilbronn a Baden-Württemberg.

## Història
Es considera com avantpassat de la nissaga a un comte Poppo que posseïa un feu imperial a Haßmersheim. El 1011 Enric II va cedir aquest feu al bisbe de Worms, Burcard, junt amb el Wingarteibagau i el Lobdengau. Se suposa que Poppo tenia el feu a Haßmersheimer que li fou confirmat pel bisbe i s'anomenava com a comte del Lobdengau i Wingarteibagau. El poppònides haurien regit la zona fins a la seva extinció. A aquesta nissaga pertanyia també la vigilància del Neckar en la seva àrea. També Kocher, Maulach, Remstal, Elsenz, Enz i Kraichgau els pertanyien al segle XI.
El primer que va agafar el títol de comte de Lauffen fou un Poppo, que el 1037 donava una carta de fundació. Al voltant de 1045 s'esmenta el naixement de Bruno de Lauffen que fou arquebisne de Trèveris a partir del 1102 (fins a 1124) i va rebre el monestir de Odenheim. Un Conrad de Lauffen es menciona el 1127 com a fill d'un Poppo ("comitis Bopponis de Luofo"). Aquest (Poppo) tenia dos germans, Enric i Bruno (que era l'arquebisbe de Trèveris).
Els castells de Lauffen, Hornberg, Dilsberg i Eberbach pertanyien als comtes de Lauffen o bé foren fundats als menys en part per ells i servien principalment pel control del Neckar. Tenien vista sobre el Neckar que havien de vigilar; és possible que el castell de Dauchstein fos també part dels seus dominis.
Al voltant de 1212 amb un Poppo de Lauffen es va extingir la nissaga. Una de les seves dues filles, Mectilda, es va casar amb Conrad de Dürn, i l'altra amb Gerard de Schauenburg. Entre aquests es va dividir la propietat familiar. Sobre la propietat no familiar es produïren disputes que es van resoldre a favor dels Hohenstaufen.